# Ghiacciaio Oselna
Il ghiacciaio Oselna è un ghiacciaio lungo circa 4 km e largo 1 situato sulla costa nord-occidentale dell'isola Alessandro I, al largo della costa della Terra di Palmer, in Antartide. In particolare, il ghiacciaio è situato sul fianco occidentale dei monti Havre, dove giace a sud del ghiacciaio Pipkov e a nord del ghiacciaio Manolov e da dove fluisce verso sud-ovest scorrendo lungo il versante sudoccidentale del picco Simon, fino a entrare nella baia di Lazarev, a nord di punta Kamhi.

## Storia
Il ghiacciaio Oselna stato così battezzato dalla Commissione bulgara per i toponimi antartici in onore del villaggio di Oselna, nella Bulgaria nordoccidentale.